# 瓦罗西亚
瓦罗西亚（希臘語：Βαρώσια；土耳其語：或 ），又名为瓦罗沙或瓦罗莎（英語：Varosha），是位於塞浦路斯北部法马古斯塔的一个市区，在土耳其於1974年出兵前，此處為度假胜地。土耳其佔領后，原來的居民都逃离了瓦罗西亚，瓦罗西亚從而成為了鬼城至2017年。

## 历史
於1970年代，法马古斯塔是塞浦路斯第一大旅游地。为了满足日益增加的游客，瓦罗西亚区兴建了许多高楼大厦和豪华酒店。在全盛时期，瓦罗西亚区不仅仅是塞浦路斯第一大旅游胜地，在1970至1974年之间，这也是全世界最受欢迎的旅游区之一，许多富豪都喜欢来这里度假，例如伊丽莎白·泰勒、理查德·伯顿、拉寇儿·薇芝和碧姬·芭杜等社会名流都曾是这里座上客。

## 市貌
瓦罗西亚区的主干道是约翰·F·肯尼迪大道两边有许多知名的豪华酒店，比如，乔治国王酒店、The Asterias Hotel、The Grecian Hotel、佛罗里达酒店、阿尔戈酒店等。其中阿尔戈酒店是伊丽莎白·泰勒最中意的酒店，这个酒店位于约翰·F·肯尼迪大道尾部，其面朝普罗塔拉斯和无花果树湾（Fig Tree Bay）。瓦罗西亚区另外一条主干道是列奥尼达斯（Leonidas）路，这条路是瓦罗西亚主要的购物区和休闲区，有许多酒吧、餐馆、夜店云集于此。

## 1974年至今
在1974年7月20日，土耳其出兵塞浦路斯以反对希腊支持當地政府意圖使塞浦路斯回歸希臘的政变，随后塞浦路斯的希腊人军队撤退到了拉纳卡。土耳其军队则进军到了绿线，也就是现在的军事缓冲带附近。就在土耳其军队和希腊裔塞浦路斯军队在法马古斯塔爆发冲突前的几个小时内，收到消息的当地居民几乎全部撤离了该地区，他们大多逃离去了南方帕拉利姆尼、泽里尼亚和拉纳卡。帕拉利姆尼从此以后就成了塞浦路斯法马古斯塔区的区府。
土耳其军队在获得瓦罗西亚区的控制权后禁止任何人进入该地区，除了土耳其军队和联合国工作人员。联合国前任秘书长科菲·安南曾经建议将瓦罗西亚交还给希腊裔塞浦路斯人，但是这一方案遭到了希腊裔塞浦路斯选民的拒绝。
联合国安理会在1984年5月11日通过的联合国安理会第550号决议表示：
"attempts to settle any part of Varosha by people other than its inhabitants is inadmissible."
“除了这里的居民任何人想定居在瓦罗西亚都是不被允许的。”
自从北塞浦路斯不允许居民在这块区域居住，瓦罗西亚一直被遗弃到现在。自从这块区域无人居住后，这里的房屋慢慢衰败。自然之力再次在这里成为主宰，金属被腐蚀，窗户破碎，植物也在墙壁和人行道上蔓延，还有海龟在被遗弃的沙滩上筑巢。
瓦羅西亞於 2017 年對外開放。
- 军事隔离带外看瓦罗西亚
- 落败的豪华酒店
- 荒废的酒店
- 远景图
- 2009年拍摄的瓦罗西亚
- 内部景象
- 解体的建筑